# ロンドン塔

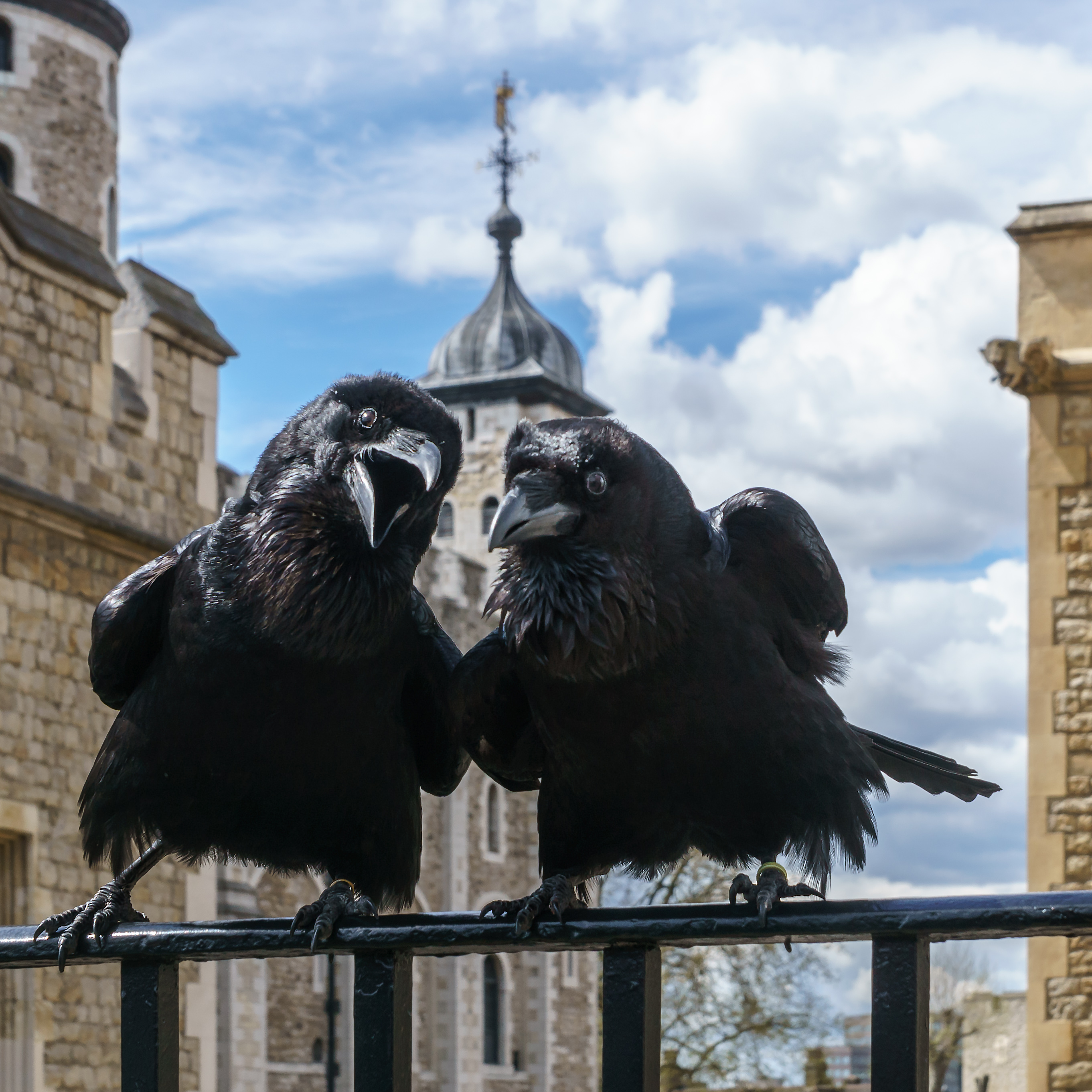
ロンドン塔に住んでいるカラス「Jubilee」と「Munin」（Wikipedia Commons年間画像大賞2016受賞写真）

ロンドン塔（ロンドンとう、英語: Tower of London）は、イギリスの首都ロンドンを流れるテムズ川岸、イースト・エンドに築かれた中世の城塞である。
正式には「国王陛下のロンドン塔の宮殿および要塞（His Majesty's Royal Palace and Fortress of the Tower of London）」と呼ばれ、現在も儀礼的な武器などの保管庫、礼拝所などとして使用されている。ロンドンにおいては単に「塔（the Tower）」と称した場合はこの場所を指す。世界最大級のカット・ダイヤモンド「カリナン」はここで保管されている。

## 沿革
1066年にイングランドを征服したウィリアム征服王が1078年にロンドンを外敵から守るために堅固な要塞の建設を命じ、約20年で現在のホワイト・タワーが完成した。その後、リチャード1世が城壁の周囲の濠の建設を始め、ヘンリー3世が完成させた。
以降、王朝が変遷してからも国王が居住する宮殿として1625年まで使われ、その間、14〜19世紀にかけては造幣所や天文台も兼ね、1640年までは銀行、13世紀から1834年までは王立動物園でもあった。ロンドン塔に最後に居住した王はジェームズ1世とされる。1282年からは、身分の高い政治犯を収監、処刑する監獄としても使用されはじめ、14世紀以降は、政敵や反逆者を処刑する死刑場となり、城塞や王宮としてよりこれらの方で有名となった。第二次世界大戦中、対英和平交渉を結ぶべくドイツから単独で飛来し捕虜となった副総統ルドルフ・ヘスが1941年から1944年まで勾留され、最後の塔の収監者となった。
現在もイギリス王室が所有する宮殿であり、ビーフィーターと呼ばれる衛兵隊によって管理されるほか、現役のイギリス陸軍近衛兵も警護に当たる。観光客が多く訪れる市内観光の目玉になっており、内部にある建物の幾つかは、世界最大のダイヤモンド「偉大なアフリカの星」など様々な歴史的展示物を陳列して、見学できるようになっている。1988年にはユネスコの世界遺産に登録されている。すぐ脇には世界的にも有名な跳ね橋であるタワーブリッジがあり、対岸には巡洋艦ベルファストが記念艦として係留されている。

## ロンドン塔のカラス

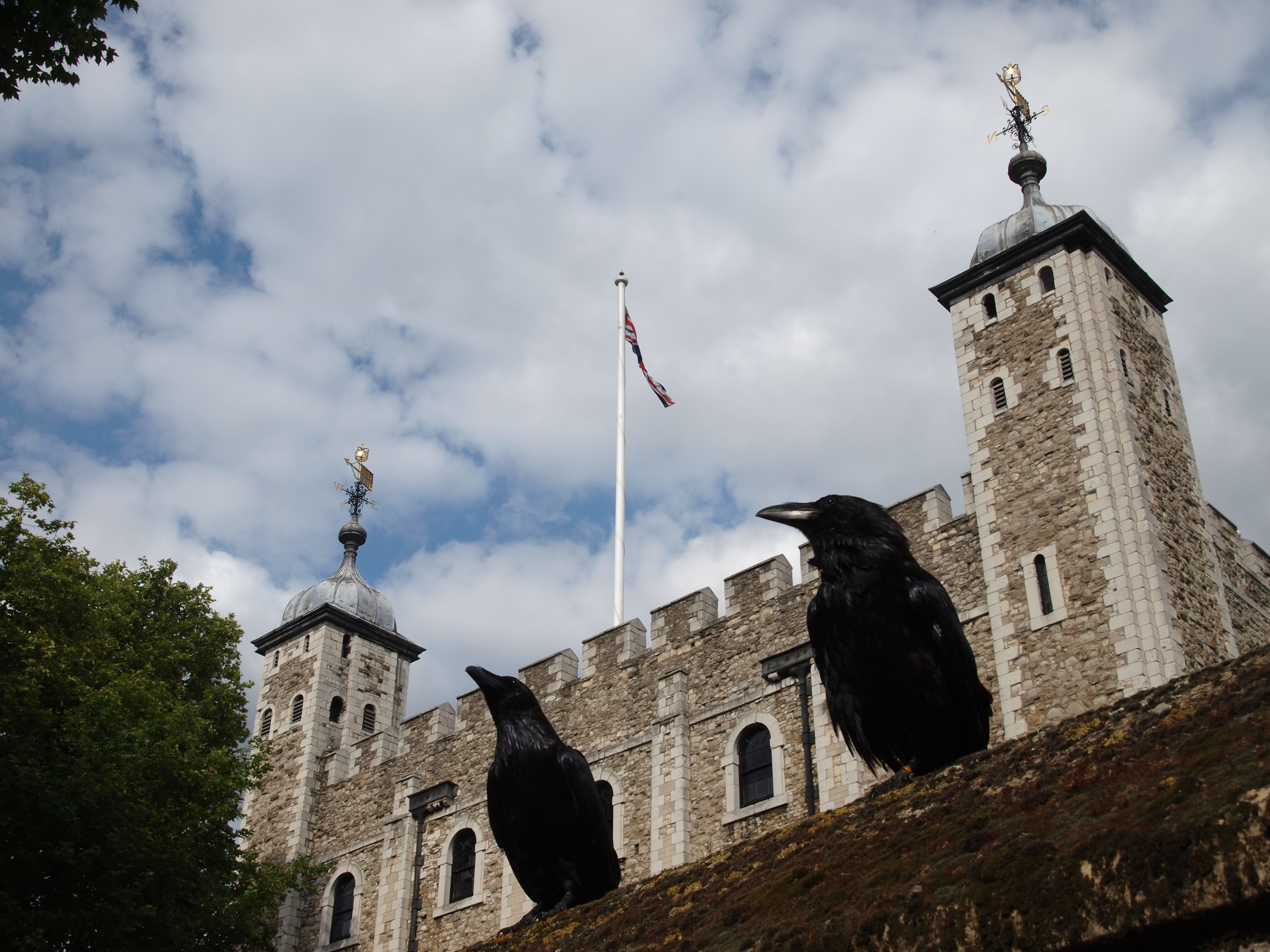
ロンドン塔のワタリガラス

ロンドン塔には、世界最大級の大きさであるワタリガラスが一定数飼育されている。ワタリガラスは大型で雑食の鳥で、1666年に発生したロンドン大火で出た大量の焼死者の腐肉を餌に大いに増えたともいわれている。「実際に記録されている死者はわずか5名である」と言われているが実際は貧しい市民の死は記録されておらず、火の熱が多くの犠牲者を火葬し、認識できる遺体を残していない可能性があるともいわれている。当然、塔にも多数住み着いたが、チャールズ2世が駆除を考えていた所、占い師に「カラスがいなくなるとロンドン塔が崩れ、ロンドン塔を失った英国が滅びる」と予言されたために諦め、それ以来ロンドン塔では、一定数のワタリガラスを飼育する風習が始まったとされる。
またイギリス人に人気のあるアーサー王伝説において、アーサー王が魔法でワタリガラスに姿を変えられてしまったという伝説もあり、ワタリガラスを殺す事は、アーサー王への反逆行為とも言われ、古くから不吉な事が起こるとされている。
現在でも、ロンドン塔のカラスは「レイヴンマスター」と呼ばれる役職の王国衛士によって養われており、風きり羽を切られて逃げないようにされたものが、豚ガラを餌に半ば放し飼いで飼育されていたが、近年では鳥インフルエンザの罹患をおそれて、飼育舎を設置しての飼育に切り替えられている。約25年の寿命を持つワタリガラスであるが、飼育数が一定数を割ると、野生のカラスを捕獲して補充していた。しかし最近では人工繁殖にも成功している。なおワタリガラスは気性が荒いため、みだりに観光客がちょっかいを出すと襲われるケースもあるという警告がなされている。

## ロンドン塔を構成する主な塔櫓・建物など
- ホワイト・タワー - ロンドン塔の天守閣にあたる建物。
- ミドル・タワー
- ベル・タワー
- トレイターズ・ゲイト（叛逆者の門）
- セント・トーマス・タワー
- ソルト・タワー
- ブラッディー・タワー
- クイーンズ・ハウス
- ビーチャム・タワー
- セント・ピーター・アド・ヴインキュラ礼拝堂
- ウォータールー館

## ロンドン塔で処刑された人々

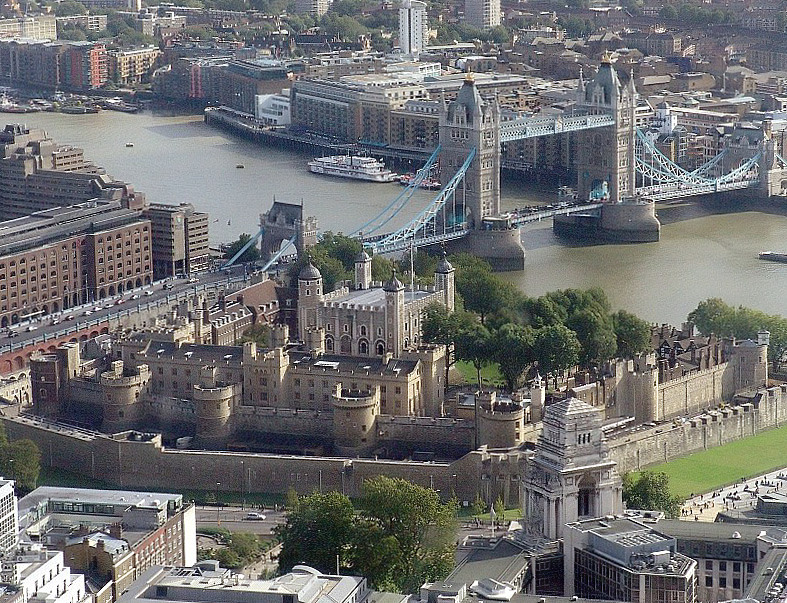
ロンドン塔とタワーブリッジ

ロンドン塔は監獄でもあったことから、ここで処刑もしばしば行われた。以下はそのうち歴史に名を残す著名な人々のリストである。
1471年　ヘンリー6世
ランカスター朝最後の王。薔薇戦争でヨーク朝のエドワード4世に捕らえられ、暗殺される。
1483年　エドワード5世とヨーク公リチャード
共にエドワード4世の王子。父の死後ロンドン塔に連れ込まれたまま行方不明となった。王位を簒奪したリチャード3世が暗殺したとされ、1674年に二人の子供の骸骨が発見されている。しかし2020年、フィリッパ・ラングリーによって1487年時点で存命だったことを示す当時の文書が発見され従来の説は覆されたと発表され話題を集めている。この研究の詳細は2023年に発行された『The Princes in the Tower : Solving History's Greatest Cold Case』に詳しく記されている。
1499年　ウォリック伯エドワードとパーキン・ウォーベック
ウォリック伯はプランタジネット家男系男子の最後の生き残り、パーキンは上記ヨーク公リチャードの詐称者。テューダー朝成立により投獄され、最後は脱獄を企てたとして揃って処刑された。
1535年　ジョン・フィッシャーとトマス・モア
1番目の王妃と離婚するためにローマ・カトリック教会との縁を切って新しい教会を作ろうとしたヘンリー8世の政策に反対したため、反逆罪に問われてタワー・ヒルで処刑された。
1536年　アン・ブーリン
ヘンリー8世の2番目の王妃。姦通罪などにより城内のタワー・グリーンで処刑された。アンに着せられた姦通などの罪は濡れ衣であったとされ、ロンドン塔には今でもアン・ブーリンの亡霊が出ると噂される。
1540年　トマス・クロムウェル
ヘンリー8世を支えた宰相。クロムウェルの推挙により4番目の王妃としてイングランドへ輿入れしてきたアン・オブ・クレーヴズをヘンリー8世が気に入らず、わずか半年ほどで離縁。クロムウェルもこの責任を取らされてタワー・ヒルで処刑された。
1542年　キャサリン・ハワード
ヘンリー8世の5番目の王妃。アン・ブーリンと同様に姦通罪に問われ、不貞の手引きをしたとされる女官のロッチフォード子爵未亡人ジェーン・ブーリンと共にタワー・グリーンで処刑された。
1554年　ジェーン・グレイ
ヘンリー7世の曾孫。エドワード6世の死後、有力貴族の思惑でイングランド女王に擁立されたが、メアリー1世に敗れ9日間で廃位。タワー・グリーンで処刑された。なお夫ギルフォード・ダドリーも同日タワー・ヒルで処刑された。
1601年 エセックス伯ロバート・デヴルー
エリザベス1世の寵臣。反乱を企てたためタワー・グリーンで処刑された。

## 世界遺産

### 登録基準
この世界遺産は世界遺産登録基準のうち、以下の条件を満たし、登録された（以下の基準は世界遺産センター公表の登録基準からの翻訳、引用である）。
- (2) ある期間を通じてまたはある文化圏において、建築、技術、記念碑的芸術、都市計画、景観デザインの発展に関し、人類の価値の重要な交流を示すもの。
- (4) 人類の歴史上重要な時代を例証する建築様式、建築物群、技術の集積または景観の優れた例。

## 主な出来事
- 1974年7月17日 - ロンドン塔で爆発。身元不明の死者1人、西ドイツなどからの観光客ら28人が重軽傷[3]。

## 関連作品
『倫敦塔』
ロンドン留学中の1901年に、ロンドン塔を観光した夏目漱石による探訪記。描写は幻想的で、記録というより幻想小説の色が濃い。
『帽子収集狂事件』
ジョン・ディクスン・カーの小説
『ドクター・フー』
イギリスのSFドラマ。対エイリアン組織UNITの本拠地がロンドン塔という設定である。